# Chetone irenides
Chetone irenides är en fjärilsart som beskrevs av Butler 1872. Chetone irenides ingår i släktet Chetone och familjen björnspinnare. Inga underarter finns listade i Catalogue of Life.